# Lista planetelor minore/3101–3200
Aceasta este Lista planetelor minore/3101–3200; pentru a naviga prin lista completă vezi Lista planetelor minore.
Pentru ale detalii vezi și Proiect:Astronomie sau Portal:Astronomie.
| Nume               | Denumire provizorie | Data descoperirii  | Locul descoperirii        | Descoperitor(i)                                        |
| ------------------ | ------------------- | ------------------ | ------------------------- | ------------------------------------------------------ |
| 3101 Goldberger    | 1978 GB             | 11 aprilie 1978    | Palomar                   | E. F. Helin, G. Grueff⁠(d), J. V. Wall⁠(d)               |
| 3102 Krok          | 1981 QA             | 21 august 1981     | Kleť                      | L. Brožek⁠(d)                                           |
| 3103 Eger          | 1982 BB             | 20 ianuarie 1982   | Piszkéstető⁠(d)            | M. Lovas⁠(d)                                            |
| 3104 Dürer         | 1982 BB1            | 24 ianuarie 1982   | Anderson Mesa             | E. Bowell                                              |
| 3105 Stumpff       | A907 PB             | 8 august 1907      | Heidelberg                | A. Kopff                                               |
| 3106 Morabito      | 1981 EE             | 9 martie 1981      | Anderson Mesa             | E. Bowell                                              |
| 3107 Weaver        | 1981 JG2            | 5 mai 1981         | Palomar                   | C. S. Shoemaker                                        |
| 3108 Lyubov        | 1972 QM             | 18 august 1972     | Nauchnij⁠(d)               | L. V. Juravliova                                       |
| 3109 Machin        | 1974 DC             | 19 februarie 1974  | Hamburg-Bergedorf         | L. Kohoutek                                            |
| 3110 Wagman        | 1975 SC             | 28 septembrie 1975 | Anderson Mesa             | H. L. Giclas⁠(d)                                        |
| 3111 Misuzu        | 1977 DX8            | 19 februarie 1977  | Kiso⁠(d)                   | H. Kosai⁠(d), K. Hurukawa⁠(d)                            |
| 3112 Velimir       | 1977 QC5            | 22 august 1977     | Nauchnij⁠(d)               | N. S. Cernîh                                           |
| 3113 Chizhevskij   | 1978 RO             | 1 septembrie 1978  | Nauchnij                  | N. S. Cernîh                                           |
| 3114 Ercilla       | 1980 FB12           | 19 martie 1980     | Cerro El Roble⁠(d)         | University of Chile                                    |
| 3115 Baily         | 1981 PL             | 3 august 1981      | Anderson Mesa             | E. Bowell                                              |
| 3116 Goodricke     | 1983 CF             | 11 februarie 1983  | Anderson Mesa             | E. Bowell                                              |
| 3117 Niepce        | 1983 CM1            | 11 februarie 1983  | Anderson Mesa             | N. G. Thomas⁠(d)                                        |
| 3118 Claytonsmith  | 1974 OD             | 19 iulie 1974      | El Leoncito⁠(d)            | Felix Aguilar Observatory⁠(d)                           |
| 3119 Dobronravin   | 1972 YX             | 30 decembrie 1972  | Nauchnij⁠(d)               | T. M. Smirnova                                         |
| 3120 Dangrania     | 1979 RZ             | 14 septembrie 1979 | Nauchnij                  | N. S. Cernîh                                           |
| 3121 Tamines       | 1981 EV             | 2 martie 1981      | La Silla                  | H. Debehogne, G. DeSanctis⁠(d)                          |
| 3122 Florence      | 1981 ET3            | 2 martie 1981      | Siding Spring             | S. J. Bus                                              |
| 3123 Dunham        | 1981 QF2            | 30 august 1981     | Anderson Mesa             | E. Bowell                                              |
| 3124 Kansas        | 1981 VB             | 3 noiembrie 1981   | Kitt Peak                 | D. J. Tholen⁠(d)                                        |
| 3125 Hay           | 1982 BJ1            | 24 ianuarie 1982   | Anderson Mesa             | E. Bowell                                              |
| 3126 Davydov       | 1969 TP1            | 8 octombrie 1969   | Nauchnij⁠(d)               | L. I. Cernîh                                           |
| 3127 Bagration     | 1973 ST4            | 27 septembrie 1973 | Nauchnij                  | L. I. Cernîh                                           |
| 3128 Obruchev      | 1979 FJ2            | 23 martie 1979     | Nauchnij                  | N. S. Cernîh                                           |
| 3129 Bonestell     | 1979 MK2            | 25 iunie 1979      | Siding Spring             | E. F. Helin, S. J. Bus                                 |
| 3130 Hillary       | 1981 YO             | 20 decembrie 1981  | Kleť                      | A. Mrkos                                               |
| 3131 Mason-Dixon   | 1982 BM1            | 24 ianuarie 1982   | Anderson Mesa             | E. Bowell                                              |
| 3132 Landgraf      | 1940 WL             | 29 noiembrie 1940  | Turku                     | L. Oterma                                              |
| 3133 Sendai        | A907 TC             | 4 octombrie 1907   | Heidelberg                | A. Kopff                                               |
| 3134 Kostinsky     | A921 VA             | 5 noiembrie 1921   | Crimea-Simeis⁠(d)          | S. I. Beliavskii                                       |
| 3135 Lauer         | 1981 EC9            | 1 martie 1981      | Siding Spring             | S. J. Bus                                              |
| 3136 Anshan        | 1981 WD4            | 18 noiembrie 1981  | Nanking⁠(d)                | Purple Mountain Observatory⁠(d)                         |
| 3137 Horky         | 1982 SM1            | 16 septembrie 1982 | Kleť                      | A. Mrkos                                               |
| 3138 Ciney         | 1980 KL             | 22 mai 1980        | La Silla                  | H. Debehogne                                           |
| 3139 Shantou       | 1980 VL1            | 11 noiembrie 1980  | Nanking⁠(d)                | Purple Mountain Observatory⁠(d)                         |
| 3140 Stellafane    | 1983 AO             | 9 ianuarie 1983    | Anderson Mesa             | B. A. Skiff⁠(d)                                         |
| 3141 Buchar        | 1984 RH             | 2 septembrie 1984  | Kleť                      | A. Mrkos                                               |
| 3142 Kilopi        | 1937 AC             | 9 ianuarie 1937    | Nice                      | A. Patry                                               |
| 3143 Genecampbell  | 1980 UA             | 31 octombrie 1980  | Harvard Observatory⁠(d)    | Harvard Observatory⁠(d)                                 |
| 3144 Brosche       | 1931 TY1            | 10 octombrie 1931  | Heidelberg                | K. Reinmuth                                            |
| 3145 Walter Adams  | 1955 RY             | 14 septembrie 1955 | Brooklyn⁠(d)               | Indiana University⁠(d)                                  |
| 3146 Dato          | 1972 KG             | 17 mai 1972        | Nauchnij⁠(d)               | T. M. Smirnova                                         |
| 3147 Samantha      | 1976 YU3            | 16 decembrie 1976  | Nauchnij                  | L. I. Cernîh                                           |
| 3148 Grechko       | 1979 SA12           | 24 septembrie 1979 | Nauchnij                  | N. S. Cernîh                                           |
| 3149 Okudzhava     | 1981 SH             | 22 septembrie 1981 | Kleť                      | Z. Vávrová⁠(d)                                          |
| 3150 Tosa          | 1983 CB             | 11 februarie 1983  | Geisei⁠(d)                 | T. Seki                                                |
| 3151 Talbot        | 1983 HF             | 18 aprilie 1983    | Anderson Mesa             | N. G. Thomas⁠(d)                                        |
| 3152 Jones         | 1983 LF             | 7 iunie 1983       | Lake Tekapo⁠(d)            | A. C. Gilmore⁠(d), P. M. Kilmartin⁠(d)                   |
| 3153 Lincoln       | 1984 SH3            | 28 septembrie 1984 | Anderson Mesa             | B. A. Skiff⁠(d)                                         |
| 3154 Grant         | 1984 SO3            | 28 septembrie 1984 | Anderson Mesa             | B. A. Skiff                                            |
| 3155 Lee           | 1984 SP3            | 28 septembrie 1984 | Anderson Mesa             | B. A. Skiff                                            |
| 3156 Ellington     | 1953 EE             | 15 martie 1953     | Uccle⁠(d)                  | A. Schmitt⁠(d)                                          |
| 3157 Novikov       | 1973 SX3            | 25 septembrie 1973 | Nauchnij⁠(d)               | L. V. Juravliova                                       |
| 3158 Anga          | 1976 SU2            | 24 septembrie 1976 | Nauchnij                  | N. S. Cernîh                                           |
| 3159 Prokofʹev     | 1976 US2            | 26 octombrie 1976  | Nauchnij                  | T. M. Smirnova                                         |
| 3160 Angerhofer    | 1980 LE             | 14 iunie 1980      | Anderson Mesa             | E. Bowell                                              |
| 3161 Beadell       | 1980 TB5            | 9 octombrie 1980   | Palomar                   | C. S. Shoemaker                                        |
| 3162 Nostalgia     | 1980 YH             | 16 decembrie 1980  | Anderson Mesa             | E. Bowell                                              |
| 3163 Randi         | 1981 QM             | 28 august 1981     | Palomar                   | C. T. Kowal⁠(d)                                         |
| 3164 Prast         | 6562 P-L            | 24 septembrie 1960 | Palomar                   | C. J. van Houten, I. van Houten-Groeneveld, T. Gehrels |
| 3165 Mikawa        | 1984 QE             | 31 august 1984     | Toyota                    | K. Suzuki, T. Urata                                    |
| 3166 Klondike      | 1940 FG             | 30 martie 1940     | Turku                     | Y. Väisälä⁠(d)                                          |
| 3167 Babcock       | 1955 RS             | 13 septembrie 1955 | Brooklyn⁠(d)               | Indiana University⁠(d)                                  |
| 3168 Lomnický Štít | 1980 XM             | 1 decembrie 1980   | Kleť                      | A. Mrkos                                               |
| 3169 Ostro         | 1981 LA             | 4 iunie 1981       | Anderson Mesa             | E. Bowell                                              |
| 3170 Dzhanibekov   | 1979 SS11           | 24 septembrie 1979 | Nauchnij⁠(d)               | N. S. Cernîh                                           |
| 3171 Wangshouguan  | 1979 WO             | 19 noiembrie 1979  | Nanking⁠(d)                | Purple Mountain Observatory⁠(d)                         |
| 3172 Hirst         | 1981 WW             | 24 noiembrie 1981  | Anderson Mesa             | E. Bowell                                              |
| 3173 McNaught      | 1981 WY             | 24 noiembrie 1981  | Anderson Mesa             | E. Bowell                                              |
| 3174 Alcock        | 1984 UV             | 26 octombrie 1984  | Anderson Mesa             | E. Bowell                                              |
| 3175 Netto         | 1979 YP             | 16 decembrie 1979  | La Silla                  | H. Debehogne, E. R. Netto⁠(d)                           |
| 3176 Paolicchi     | 1980 VR1            | 13 noiembrie 1980  | Piszkéstető⁠(d)            | Z. Knežević                                            |
| 3177 Chillicothe   | 1934 AK             | 8 ianuarie 1934    | Flagstaff⁠(d)              | H. L. Giclas⁠(d)                                        |
| 3178 Yoshitsune    | 1984 WA             | 21 noiembrie 1984  | Toyota                    | K. Suzuki, T. Urata                                    |
| 3179 Beruti        | 1962 FA             | 31 martie 1962     | La Plata Observatory⁠(d)   | La Plata Observatory⁠(d)                                |
| 3180 Morgan        | 1962 RO             | 7 septembrie 1962  | Brooklyn⁠(d)               | Indiana University⁠(d)                                  |
| 3181 Ahnert        | 1964 EC             | 8 martie 1964      | Tautenburg Observatory⁠(d) | F. Börngen                                             |
| 3182 Shimanto      | 1984 WC             | 27 noiembrie 1984  | Geisei⁠(d)                 | T. Seki                                                |
| 3183 Franzkaiser   | 1949 PP             | 2 august 1949      | Heidelberg                | K. Reinmuth                                            |
| 3184 Raab          | 1949 QC             | 22 august 1949     | Johannesburg⁠(d)           | E. L. Johnson⁠(d)                                       |
| 3185 Clintford     | 1953 VY1            | 11 noiembrie 1953  | Brooklyn⁠(d)               | Indiana University⁠(d)                                  |
| 3186 Manuilova     | 1973 SD3            | 22 septembrie 1973 | Nauchnij⁠(d)               | N. S. Cernîh                                           |
| 3187 Dalian        | 1977 TO3            | 10 octombrie 1977  | Nanking⁠(d)                | Purple Mountain Observatory⁠(d)                         |
| 3188 Jekabsons     | 1978 OM             | 28 iulie 1978      | Bickley⁠(d)                | Perth Observatory⁠(d)                                   |
| 3189 Penza         | 1978 RF6            | 13 septembrie 1978 | Nauchnij⁠(d)               | N. S. Cernîh                                           |
| 3190 Aposhanskij   | 1978 SR6            | 26 septembrie 1978 | Nauchnij                  | L. V. Juravliova                                       |
| 3191 Svanetia      | 1979 SX9            | 22 septembrie 1979 | Nauchnij                  | N. S. Cernîh                                           |
| 3192 A'Hearn       | 1982 BY1            | 30 ianuarie 1982   | Anderson Mesa             | E. Bowell                                              |
| 3193 Elliot        | 1982 DJ             | 20 februarie 1982  | Anderson Mesa             | E. Bowell                                              |
| 3194 Dorsey        | 1982 KD1            | 27 mai 1982        | Palomar                   | C. S. Shoemaker                                        |
| 3195 Fedchenko     | 1978 PT2            | 8 august 1978      | Nauchnij⁠(d)               | N. S. Cernîh                                           |
| 3196 Maklaj        | 1978 RY             | 1 septembrie 1978  | Nauchnij                  | N. S. Cernîh                                           |
| 3197 Weissman      | 1981 AD             | 1 ianuarie 1981    | Anderson Mesa             | E. Bowell                                              |
| 3198 Wallonia      | 1981 YH1            | 30 decembrie 1981  | Haute Provence            | F. Dossin⁠(d)                                           |
| 3199 Nefertiti     | 1982 RA             | 13 septembrie 1982 | Palomar                   | C. S. Shoemaker, E. M. Shoemaker                       |
| 3200 Phaethon      | 1983 TB             | 11 octombrie 1983  | IRAS⁠(d)                   | IRAS⁠(d)                                                |